# Вокзалы Находки
В Находке имеется городской автовокзал, железнодорожные вокзалы на станциях Находка и Тихоокеанская, не действующий Морской вокзал.
С Автовокзала осуществляется пригородное и междугороднее автобусное пассажирское сообщение с большинством городов Приморского края. Планируется перенос вокзала в район озера Солёного на Обходной автомагистрали. Также имеется автостанция в Южно-Морском.
Центральным железнодорожным пунктом прибытия и отправления является вокзал станции Тихоокеанская, расположенный в историческом районе города — улицы Ленинской. Вокзал станции Находка расположен в Северном микрорайоне на въезде в город со стороны Партизанска. Оба вокзала находятся на линии Угловая — Мыс Астафьева. С вокзала станции Тихоокеанская производится прибытие и отправление поезда дальнего следования «Хабаровск — Тихоокеанская», пригородных поездов на Партизанск и Владивосток, электрички повышенной комфортности «Приморочка», а также остановка электрички Партизанск — Мыс Астафьева в обоих направлениях.

## История
Морская грузопассажирская линия Владивосток — Находка была открыта в устье Сучана в 1906 году. На линии совершал рейсы два раза в неделю пароход «Сибирь» общества Генриха Кайзерлинга. В 1930-е гг. в порт-пункте посёлка Находка на улице Деловая (ныне Портовая) действовало здание «ожидальни». В 1935 году открыт вокзал на станции Находка (Лацис), в 1951 году — вокзал на станции Бархатной (Каменка). На месте современного Автовокзала размещалось училище. В 1940—1950-е гг. в Находке проходило масштабное строительство морского порта с привлечением труда заключённых ГУЛАГа, единой городской автомагистрали ещё не существовало, и связь удалённых друг от друга районов города осуществлялась морским путём. В 1955 году у Лесозавода в заливе Находка началось строительство свайного пирса и здания морского вокзала42°50′22″ с. ш. 132°56′52″ в. д.. Однако из-за открытой местности, подверженной опасным волнениям на море, регулярное пассажирское сообщение открыто не было. Вокзал, украшенный со стороны моря колоннадой и алебастровой лепниной, был переоборудован в продуктовый магазин. Пирс был со временем разрушен шторами. Одновременно с этим вокзалом в 1950-е гг. возводился вокзал и пассажирский пирс на мысе Шефнера42°49′31″ с. ш. 132°54′06″ в. д.. Но и там морской вокзал вскоре был приспособлен под морской клуб ДОСААФ. В 1950-х  гг. построен морской вокзал у станции Тихоокеанская, действовавший до 1990-х гг.42°48′24″ с. ш. 132°52′56″ в. д. До конца 1960-х гг. в бухте Находка курсировали пассажирские трамвайчики по маршруту Морской вокзал — УАМР — Рыбники. О существовавшем пассажирском причале на границе Рыбного порта и Приморского завода сегодня напоминает аварийный виадук в районе станции Рыбники. Паромная переправа Морвокзал — Мыс Астафьева действовала до 1980-х гг. Существовало морское пассажирское сообщение с бухтой Врангеля. В тёплый сезон до 1990-х гг. на пассажирских катерах совершались регулярные прогулки по заливу Находка, на пассажирской линии Владивосток — Находка совершали перевозки суда типа «Комета».

Старые вокзалы
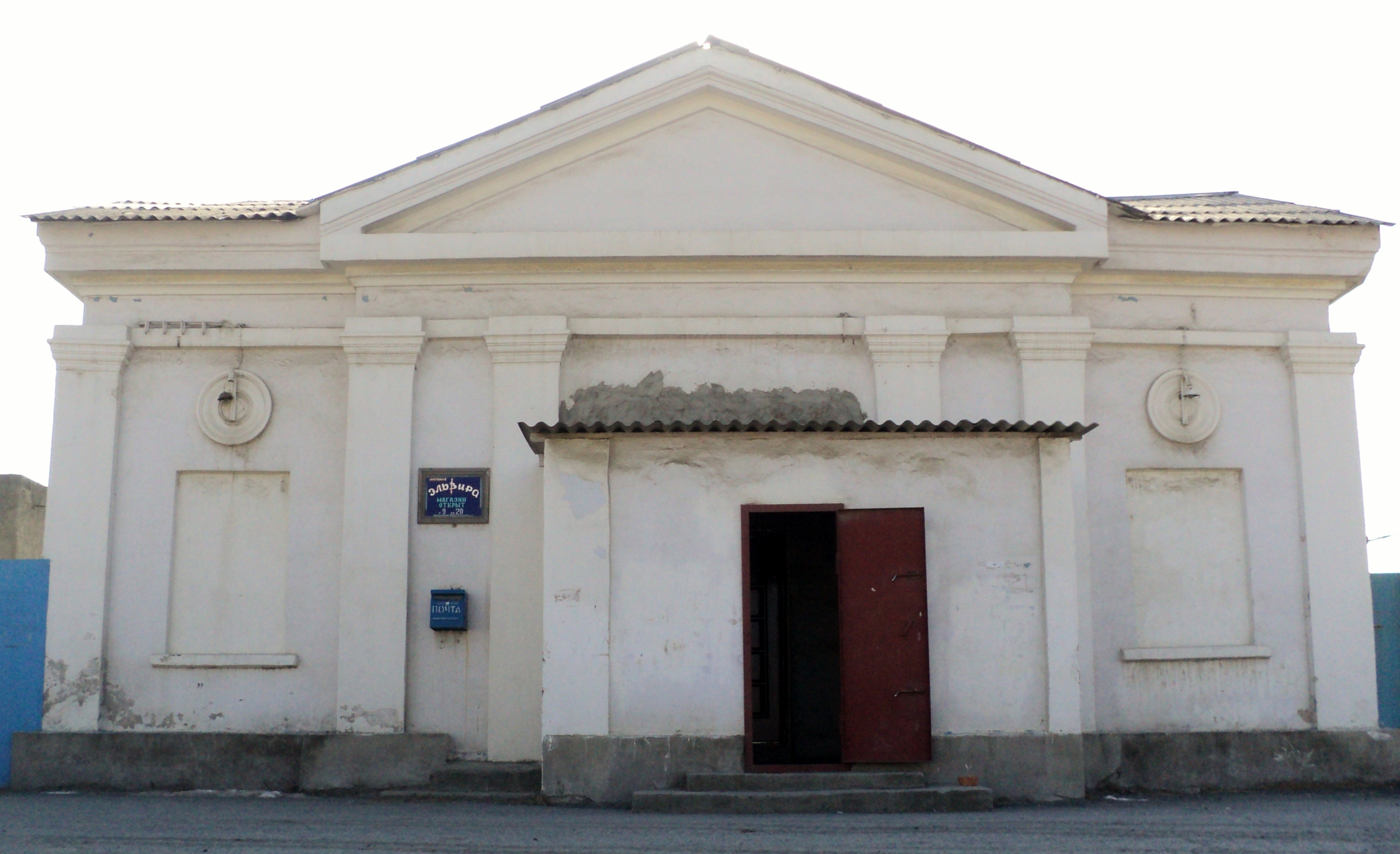
Здание морского вокзала в районе Углебазы
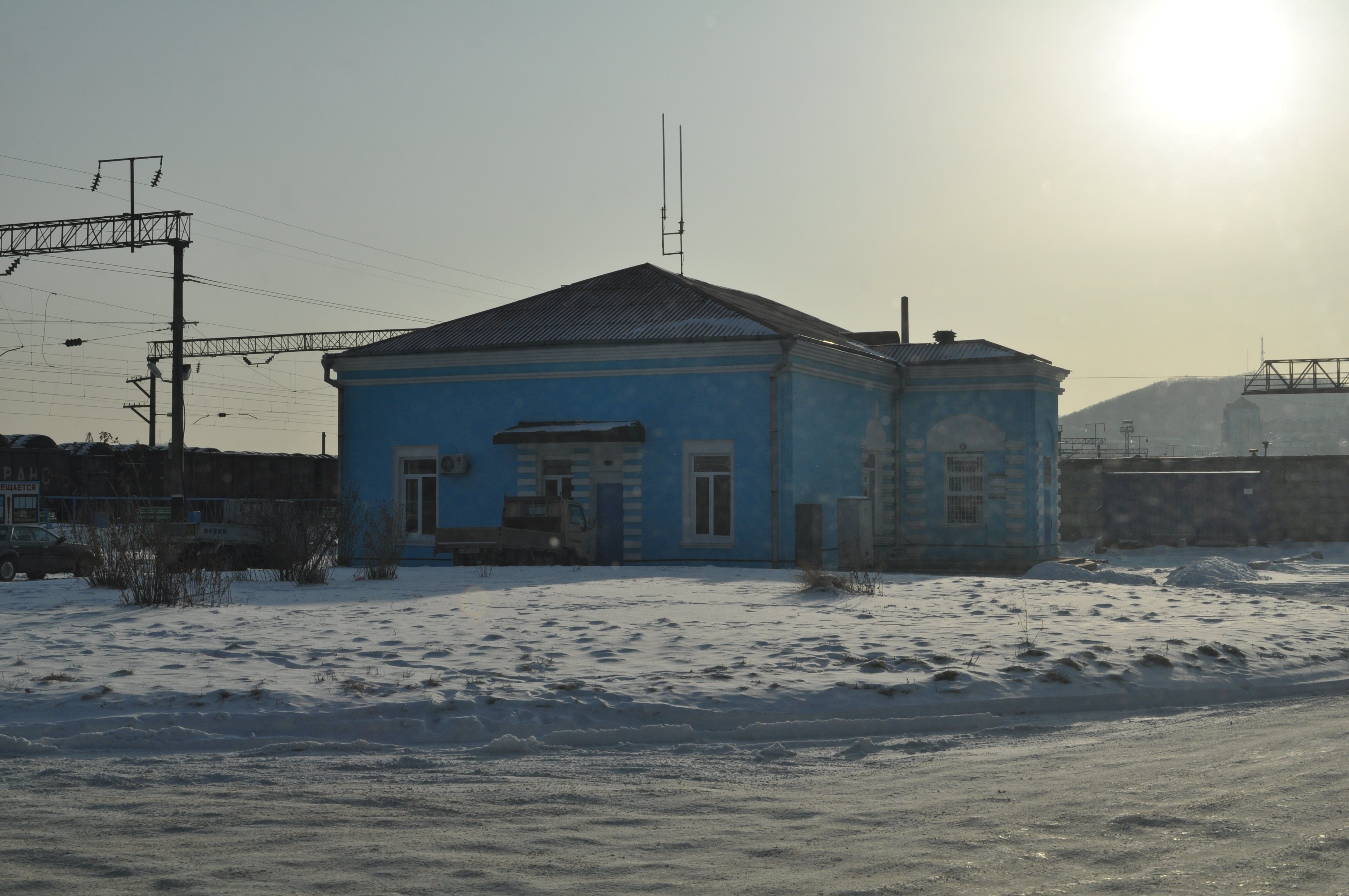
Вокзал станции Каменка

## Вокзалы

#### Автовокзал
Расположен на Находкинском проспекте вблизи железнодорожной станции Бархатная. Обслуживает автобусные маршруты пригородного сообщения с удалёнными микрорайонами Врангель, Ливади, сёлами Партизанского района — Владимиро-Александровское и Боец Кузнецов; междугороднего сообщения со многими городами, а также восточными районами Приморского края. Рядом расположены привокзальная площадь и автобусная остановка городских автобусных маршрутов.
Также имеется автостанция в Южно-Морском, обслуживающая пригородный автобусный маршрут № 22 Автовокзал — Южно-Морской.

#### Вокзал станции Тихоокеанская

Карта железнодорожных станций в Находке

Является центральным пассажирским вокзалом Находки. Расположен на Находкинском проспекте в районе остановки «ТГЭУ» (ранее Тихоокеанская).
Обслуживает поезда дальнего следования на Хабаровск, пригородные поезда (электрички) на Партизанск и Владивосток, транзитные поезда на станцию Мыс Астафьева.
Открыт в 1954 году.

#### Вокзал станции Находка
Расположен на северной окраине города Находки. С вокзала отправляется скорый поезд «Хабаровск — Находка», курсирующий в купальный сезон; совершают остановку скорый фирменный поезд «Хабаровск — Тихоокеанская», электричка повышенной комфортности «Приморочка» Владивосток — Партизанск — Тихоокеанская, а также электрички, следующие на Партизанск, Тихоокеанскую и Мыс Астафьева.

#### Морской вокзал
Современное здание вокзала открыто в 1993 году. Ранее принимал теплоходы на линиях Находка — Нагаева, Находка — Ниигата, Находка — Ниигата — Гонконг; пассажирские суда на линии Владивосток — Находка, паромы на мыс Астафьева, катера прибрежного сообщения. В 1990-е гг. на вокзал планировалось использовать как место регистрации пассажиров в проектном аэропорту «Находка» в Золотой Долине. В 2007 году пассажирские причалы были признаны аварийными, их эксплуатация запрещена.

Новые вокзалы
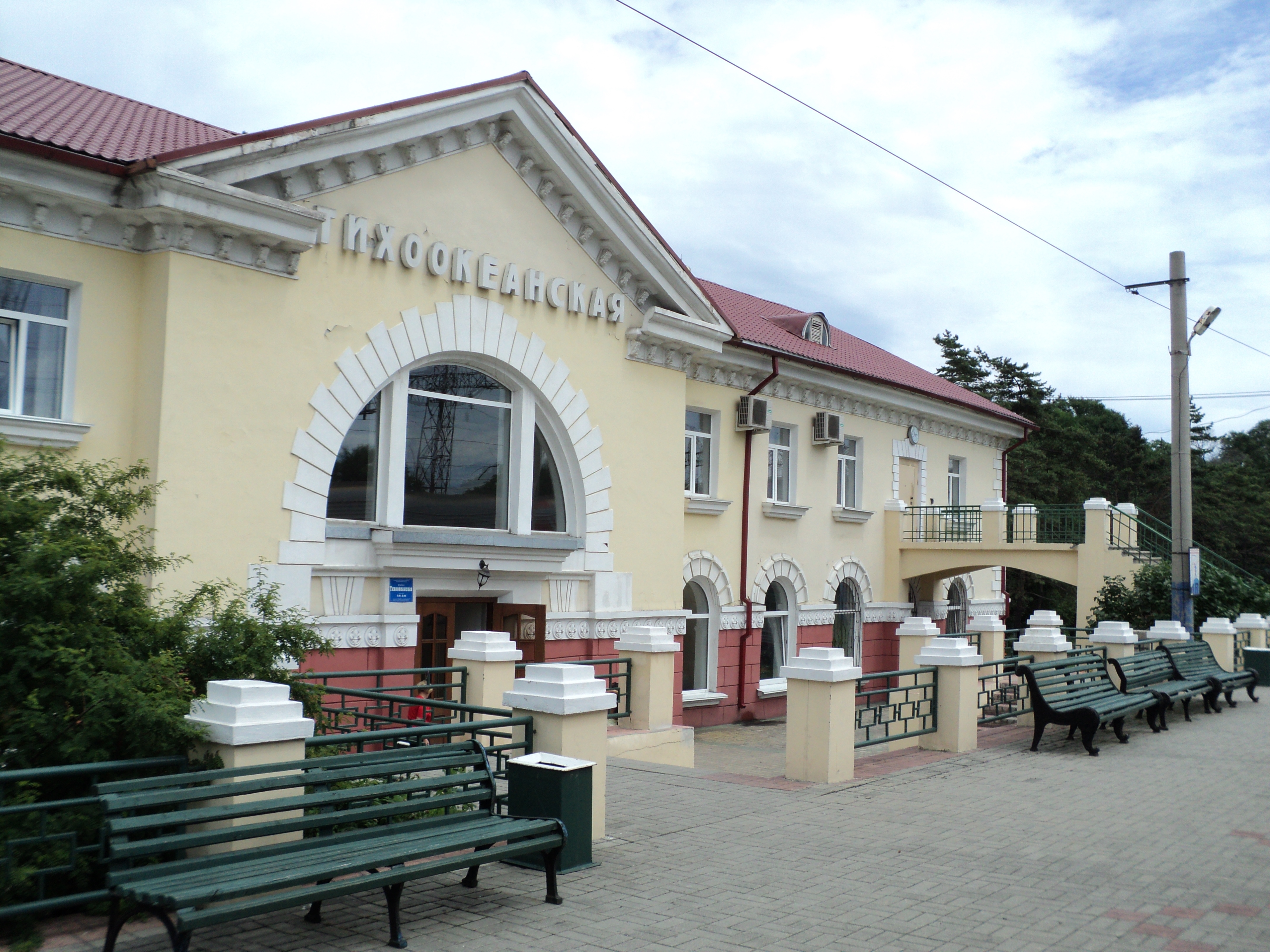
Вокзал станции Тихоокеанская
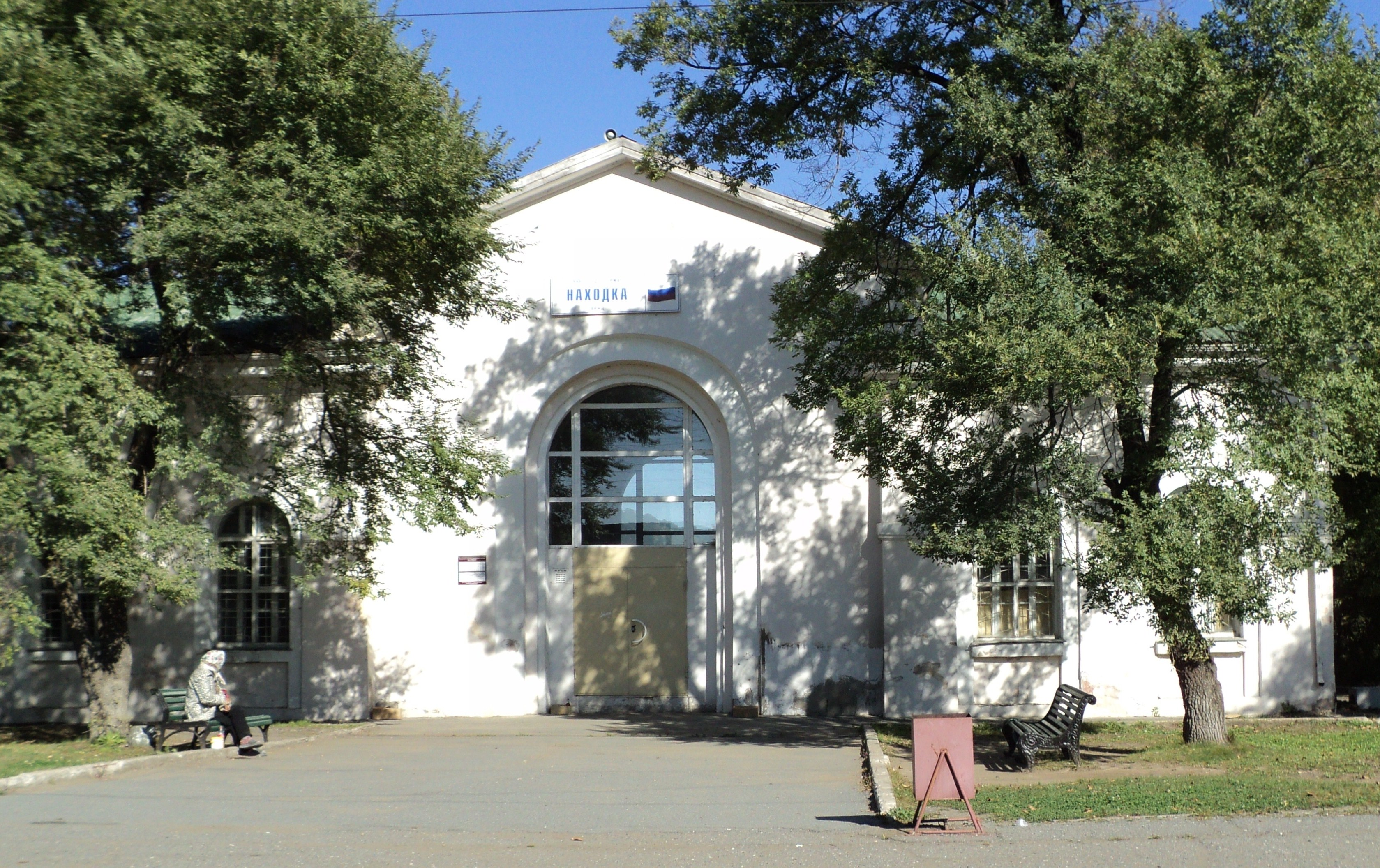
Вокзал станции Находка
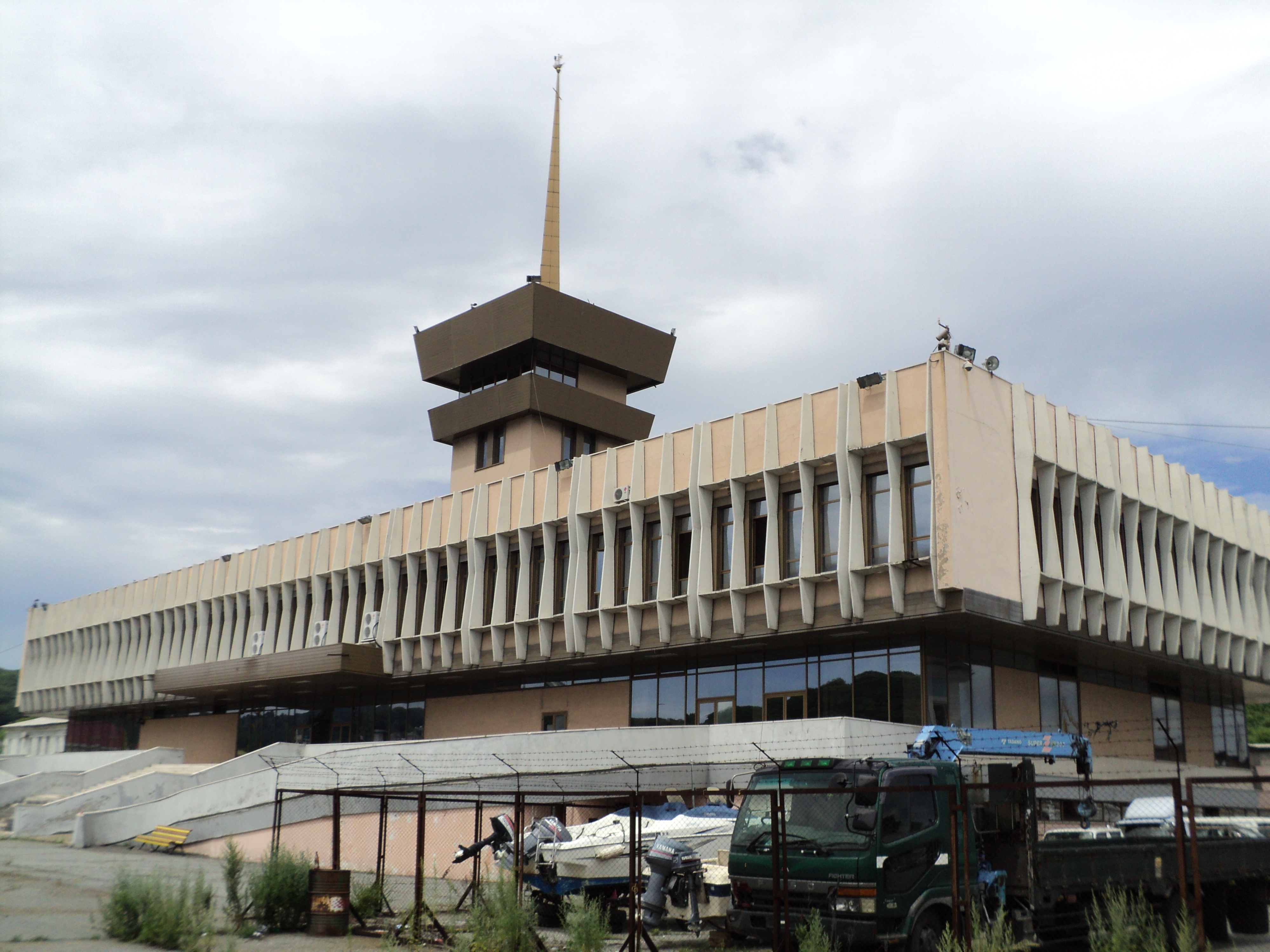
Морской вокзал